# Mathew Ryan
Mathew David Ryan (* 8. dubna 1992 Plumpton) je australský profesionální fotbalový brankář, který chytá za nizozemský klub AZ Alkmaar a za australský národní tým.

## Reprezentační kariéra
V A-mužstvu Austrálie přezdívaném Socceroos debutoval v roce 2012.

Zúčastnil se MS 2014 v Brazílii, kde Austrálie skončila bez zisku jediného bodu na posledním čtvrtém místě v základní skupině B. Na šampionátu byl v týmu brankářskou jedničkou a odchytal všechny tři zápasy ve skupině.
S národním týmem Austrálie vyhrál domácí Mistrovství Asie v roce 2015.